# Neven Žugaj
Neven Žugaj (Zagreb, 19 de abril de 1983) es un deportista croata que compite en lucha grecorromana. Ganó dos medallas en el Campeonato Mundial de Lucha, plata en 2014 y bronce en 2011, y una medalla de bronce en el Campeonato Europeo de Lucha de 2005. Su hermano gemelo Nenad también compite en lucha grecorromana.

## Palmarés internacional
| Campeonato Mundial | Campeonato Mundial   | Campeonato Mundial | Campeonato Mundial |
| Año                | Lugar                | Medalla            | Categoría          |
| ------------------ | -------------------- | ------------------ | ------------------ |
| 2011               | Estambul (Turquía)   | Medalla de bronce  | 74 kg              |
| 2014               | Taskent (Uzbekistán) | Medalla de plata   | 75 kg              |
| Campeonato Europeo |                      |                    |                    |
| Año                | Lugar                | Medalla            | Categoría          |
| 2005               | Varna (Bulgaria)     | Medalla de bronce  | 74 kg              |